# Chryso-hypnum camptorhynchum
Chryso-hypnum camptorhynchum är en bladmossart som beskrevs av Georg Ernst Ludwig Hampe 1870. Chryso-hypnum camptorhynchum ingår i släktet Chryso-hypnum och familjen Hypnaceae. Inga underarter finns listade i Catalogue of Life.